# Strusiv
Strusiv (ukrajinsky Струсів, polsky Strusów) je vesnice (dříve městys) v Ternopilském rajónu Ternopilské oblasti na Ukrajině. Leží na severozápad od města Terebovlja a protéká jí řeka Seret.

## Historie
První písemná zmínka pochází z roku 1434, kdy se vesnice nazývala (přibližně) Pidbohorodyče (Pidbuhorodyčyn, Pidgorodyče, Pidgorodyšče). Na počátku 16. století město převzalo název od svých majitelů - šlechtického rodu Strusů (polsky Strusiowie).
V roce 1921 zde žilo 2412 obyvatel, po 2. světové válce se populace zmenšila kvůli Holocaustu, při kterém zahynulo mnoho zdejších Židů, a odsunu Poláků do Polska kvůli posunu hranice.
Od roku 2009 se z iniciativy místní samosprávy ve vesnici nachází pomník předsedy Organizace ukrajinských nacionalistů Stepana Bandery, který ale byl v roce 2013 poškozen vandaly.

## Pamětihodnosti
- Hrad ve Strusivě - zřícenina, zbytky zdí a valů[4]
- Zámek Lanckorońských z 18. století v klasicistním stylu byl zničen v roce 1939[5]